# Световно изложение в Милано (1906)
Световното изложение в Милано (на италиански: L'Esposizione Internazionale del Sempione) е универсално световно изложение – панаир, което се провежда в Милано, Италия през 1906 г. То е разположено на 100 ha площ и е посетено от над 10 милиона души. Темата на изложението е „Транспорт“.

## Изложение
Изложението е открито на 28 април и продължава до 11 ноември 1906 г. Отбелязва откриването на дългия 19,803 km тунел Симплон под Алпите между Италия и Швейцария. Изложбената площ включва тематични павилиони и различни атракции. Павилионите са групирани по раздели и подраздели. Въздушният транспорт се представя чрез материали за строителство на самолети и балони. Организиран е аеропарк, в който са изложени множество пълни с газ балони, както и първият италиански дирижабъл. На входа на павилиона, представящ водния транспорт, е разположен морски фар. В него се показват навигационни уреди, корабостроене, океанография, водни спортове. Представят се железопътния транспорт, пощенски и телеграфни технологии, както и телефони.
В новооткрития аквариум на 28 април 1906 г. се представя аквакултурата, рибовъдството, риболовът и опазването на рибите.

## Участници
На изложението участват 34 държави. Аржентина, Канада, Чили, Доминиканска република, Салвадор, Гватемала, Перу, САЩ, Уругвай, Египет, Тунис, Китай, Япония, Персия, Сиам, Османска империя, Британска Индия, Австрия, Белгия, България, Дания, Франция, Гърция, Монако, Черна гора, Великобритания, Португалия, Румъния, Руска империя, Испания, Швеция, Швейцария, Унгария, Нидерландия.

## Наследство
По време на Световното изложение е основана Международната комисия по трудова медицина, която все още действа, и е построен аквариумът в Милано.

## Галерия
- Карта на обектите от Световното изложение.
- Сградата на аквариума в Милано, построена по време на изложението.
- Железопътната гара в Милано.
- Каталог на Световното изложение.

- Снимки на българския павилион от фотоалбум, подарен на княз Фердинанд. Източник: Държавна агенция „Архиви“